# 川平 (弥富市)
川平（かわひら）は、愛知県弥富市の地名。

## 歴史

### 地名の由来
字名に由来する。近世初期に木曽川の洲だった地が開発されたことによるとみられる。

### 沿革
- 1983年（昭和58年） - 海部郡弥富町五明・五之三の各一部により、同町川平が成立[1]。
- 2006年（平成18年）4月1日 - 海部郡弥富町川平が合併により、弥富市川平となる[WEB 4]。

### WEB
1. ↑  “読み仮名データの促音・拗音を小書きで表記するもの(zip形式) 愛知県” (zip).   日本郵便 (2024年2月29日). 2024年3月26日閲覧。
2. ↑  “市外局番の一覧” (PDF).   総務省 (2022年3月1日). 2022年3月22日閲覧。
3. ↑  “ナンバープレートについて”.   一般社団法人愛知県自動車会議所. 2024年1月21日閲覧。
4. ↑  “愛知県弥富市の郵便番号一覧”.   日本郵便. 2022年12月12日閲覧。

### 書籍
1. 1 2 3  「角川日本地名大辞典」編纂委員会 1989, p. 455.